# Hípica als Jocs Olímpics d'Estiu de 2024
Les proves d'hípica dels Jocs Olímpics d'estiu de 2024 a París es van celebrar del 27 de juliol al 6 d'agost al Palau de Versalles, amb 200 genets de tres disciplines tant per a competicions individuals com per equips: doma, concurs complet d'equitació (doma clàssica, cross-country i salt d'obstacles) i salts. Homes i dones competiren junts en igualtat de condicions.

## Qualificació
Les 200 places per a hípica es van repartir entre les tres disciplines (75 de salt, 65 de prova i 60 de doma). Els equips de cada disciplina estaven formats per tres parelles de cavalls i genets; qualsevol Comitè Olímpic Nacional (CON)que va classificar un equip (20 equips de salt, 16 de competició i 15 de doma) també va rebre 3 inscripcions a la competició individual d'aquesta disciplina. Els CON que no classificaven equips podien guanyar una plaça individual en doma i salts, i fins a dues places individuals en prova, per a un total de 15 inscripcions en salt i doma i 17 per a prova. Els equips es classificaven principalment a través de competicions específiques (Jocs Eqüestres Mundials i tornejos continentals), mentre que els individuals es classificaven mitjançant el rànquing. El país amfitrió, França, es reservà automàticament una plaça per equip a cada disciplina.

## Format de competició

### Doma

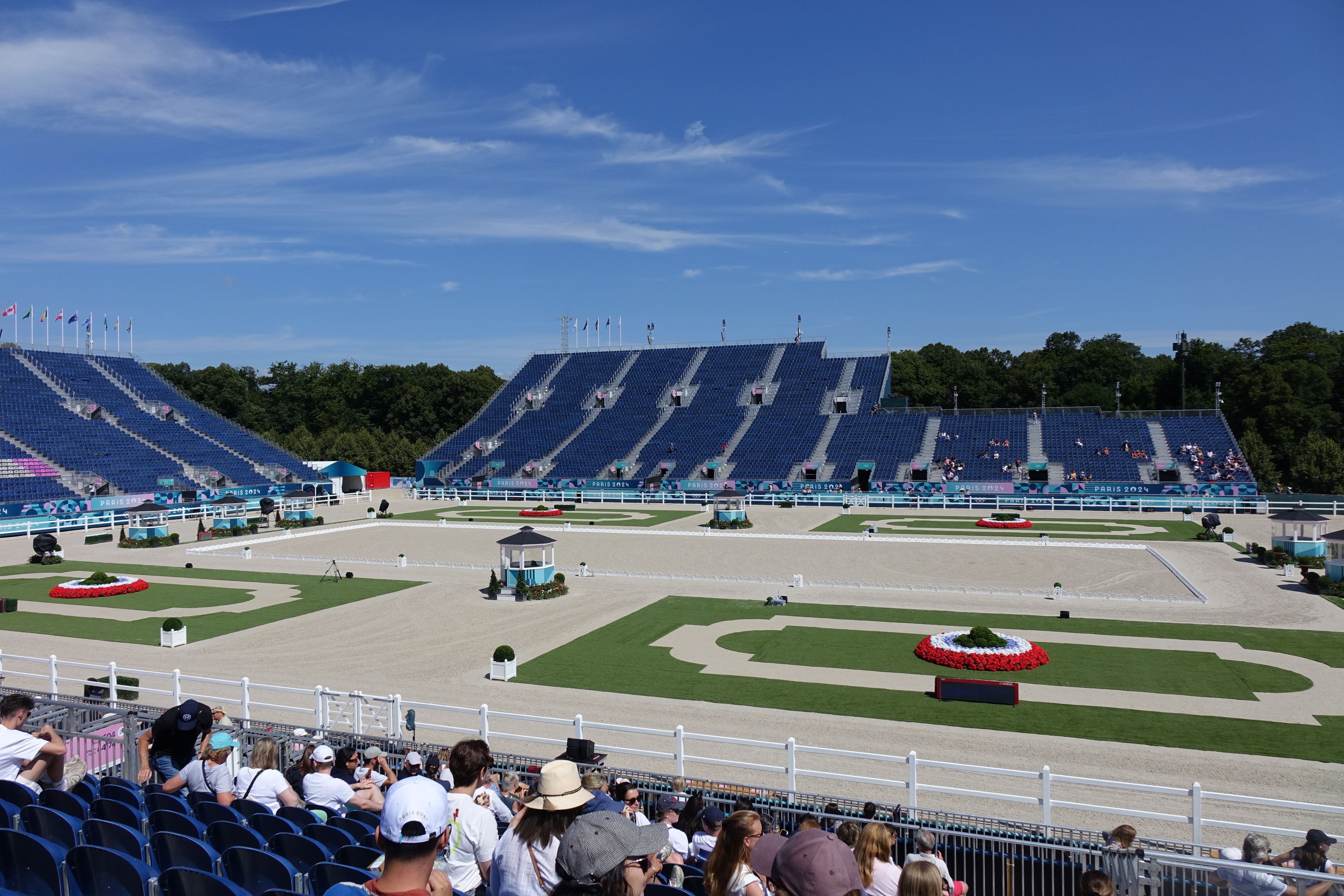
El Palau de Versalles Arena, un estadi temporal aixecat al cim de l'esplanada de l'Etoile Royale per als esdeveniments de doma i salts.

Els equips estan formats per tres atletes, tots ells també competint per les medalles individuals. Les nacions sense equip poden estar representades per un sol atleta individual.
La competició de doma comença amb el Gran Prix, que serveix com a classificació tant per a competicions per equips com per a individuals. Els atletes es divideixen en sis sèries de deu atletes cadascuna, amb les tres sèries inicials programades per al primer dia i les tres sèries restants per al segon dia. Les sèries es sortegen de manera que no es pugui assignar més d'un esportista per NOC a la mateixa sèrie. Un cop finalitzades les eliminatòries del Gran Premi, les puntuacions dels equips es decideixen sumant les puntuacions individuals dels respectius membres de l'equip. Els vuit millors equips classificats es classifiquen per a la final per equips (Grand Prix Special), mentre que els dos primers atletes individuals de cada sèrie, més els següents sis millors atletes classificats, es classifiquen per a la final individual (Grand Prix Freestyle).
El Grand Prix Special, que s'utilitza per decidir les medalles per equips, és una prova de doma una mica més rigorosa amb èmfasi en les transicions difícils (com ara la caminada recollida - piaffe). A mesura que la pissarra es neteja després del Gran Prix, les medalles per equips es determinen únicament en funció de les puntuacions aconseguides a l'especial. Les nacions que participen a la final per equips poden ingressar un atleta substitut entre el Gran Premi i fins a dues hores abans de l'especial.
El Grand Prix Freestyle està obert per a 18 atletes i s'utilitza per decidir medalles individuals. Cada esportista dissenya la seva pròpia prova per al Freestyle, que ha d'estar musicada i ha de contenir 16 moviments obligatoris. Els genets poden adaptar una prova a les forces dels seus cavalls, així com incorporar moviments més difícils que els requerits en el Grand Prix o l'Especial (com una pirueta en piaffe o canvis al vol en una línia corba) per tal d'augmentar la seva capacitat en puntuacions. Les medalles individuals s'assignen en funció de les puntuacions a l'estil lliure.

### Concurs complet

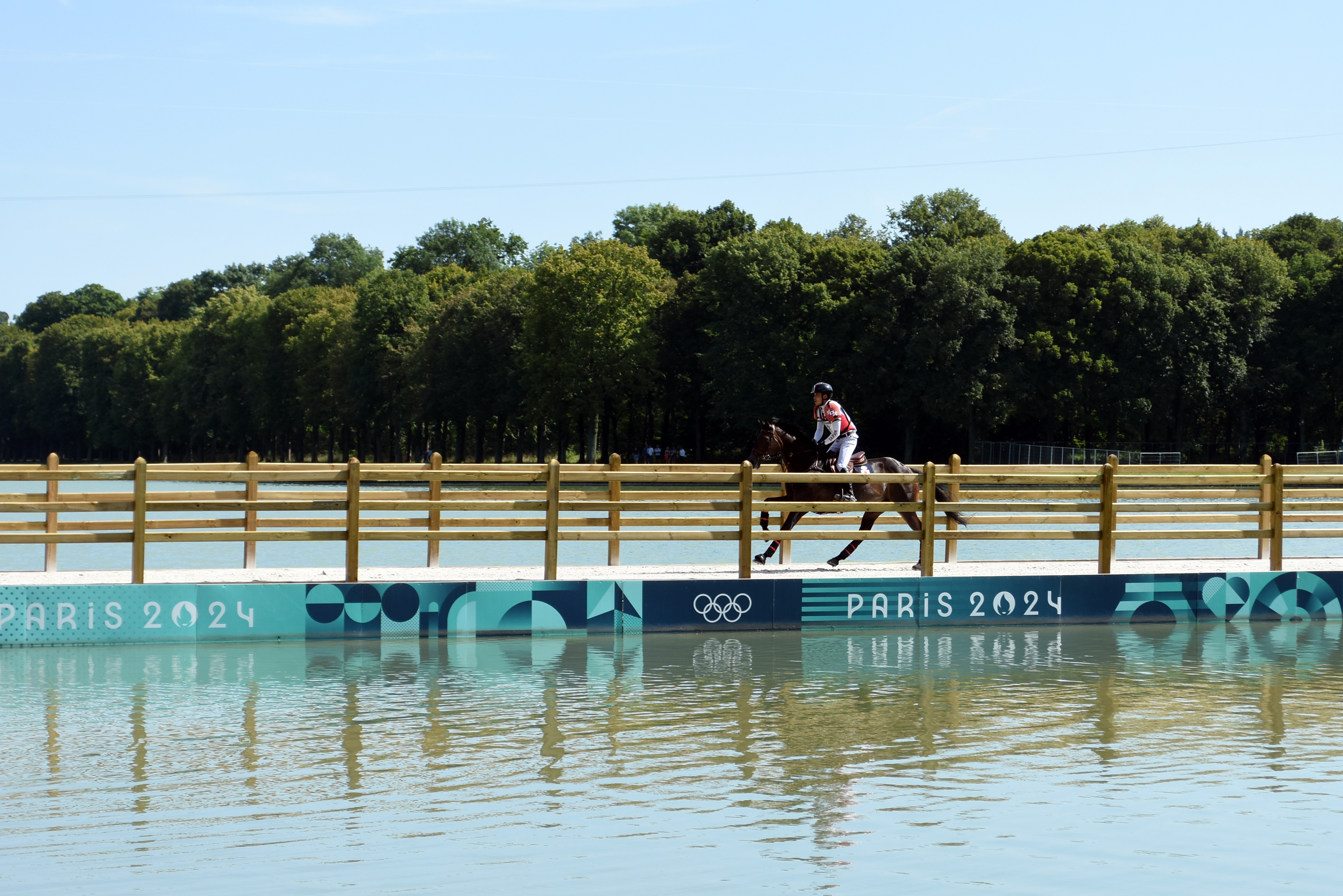
Ryuzo Kitajima i Cekatinka creuen un pontó al Gran Canal de Versailles durant la seva carrera a través del camp.

Les competicions per medalles per equips i individuals es desenvolupen simultàniament. Cada atleta, muntant el mateix cavall, du a terme una prova de doma, una volta de fons i una volta de salt. A continuació, s'atorguen les medalles per equip sumant les puntuacions dels membres de l'equip, de les tres fases. L'equip amb el menor nombre de punts de penalització guanya l'or. Els 25 millors atletes individuals després de la primera ronda de salt realitzen una segona ronda final de salt per determinar les medalles individuals. Per tant, els que competeixen per la glòria individual completen una prova de doma i una ronda de camp a través, i dues rondes de salt.
Queden eliminats de la competició individual els atletes que per diferents motius no comencin o finalitzin alguna de les fases. Els equips amb atletes eliminats reben punts de penalització: 100 punts de penalització per a cada atleta eliminat durant les fases de doma i salt, i 200 punts de penalització per a cada atleta eliminat durant la fase de fons. Mentre queden exclosos de la prova individual, els atletes eliminats poden continuar competint en les fases següents per als seus equips, tret que hagin estat eliminats per coixesa, caiguda de cavalls, maltractament de cavalls o desqualificats d'una altra manera. Els equips també poden presentar un atleta de reserva en qualsevol moment de la competició. En aquest cas, l'equip respectiu rep 20 punts de penalització addicionals.

### Salts
Les competicions individuals i per equips es realitzen per separat. Comença la competició individual i s'allargarà durant dos dies. El primer dia de competició serveix com a classificatòria, on un total de 75 atletes poden sortir. Cada atleta aborda el mateix recorregut, que inclou de 12 a 14 obstacles numerats. Els atletes es classifiquen en funció del nombre acumulat de punts de penalització i els 30 primers passen a la final individual. En cas d'empat a l'últim lloc de classificació, els atletes estan separats pel moment de la seva ronda. La final individual es realitza en un recorregut diferent que inclou de 12 a 15 obstacles numerats. Els atletes tornen a ser classificats en funció del nombre acumulat de punts de penalització. Si dos o més atletes estan empatats en una posició de medalla, l'empat es resol en un desempat.
La primera jornada de competició per equips serveix com a classificatòria i està oberta a un total de 20 equips. Al final de la classificació, els equips reben la seva posició sumant les penalitzacions incorregudes pels tres membres de l'equip. Els atletes que es retirin o siguin eliminats o que es retirin de la competició no tindran puntuació. Els equips amb un esportista que s'hagi retirat, retirat o eliminat de la classificació per equips es col·locaran d'acord amb les penalitzacions combinades incorregudes pels dos atletes que hagin completat la competició. Els equips en què els tres atletes hagin completat la competició sense ser eliminats o retirats es col·locaran davant els equips amb només dos esportistes que hagin completat la competició sense ser eliminats o retirats. Seran eliminats els equips amb dos atletes que s'hagin retirat i/o retirat i/o eliminats de la competició. Els 10 millors equips segons els resultats de la classificació passen a la final per equips. En cas d'empat a l'últim lloc de classificació, els equips es separen pel temps combinat dels seus tres membres. La final per equips es celebra en un recorregut diferent. Els equips tornen a ser classificats en funció del nombre acumulat de punts de penalització dels membres del seu equip. Si dos o més equips estan empatats en una posició de medalla, l'empat es resol en un desempat

## Calendari de competició
| C | Clasificació | F | Finals |

| Data→ Pova ↓               | 27 Ds | 28 Dg | 29 Dl | 30 Dt | 31 Dc | 01 Dj | 02 Dv | 03 Ds | 04 Dg | 05 Dl | 06 Dt |
| -------------------------- | ----- | ----- | ----- | ----- | ----- | ----- | ----- | ----- | ----- | ----- | ----- |
| Doma individual            |       |       |       | C     | C     |       |       |       | ●     |       |       |
| Doma per equips            |       |       |       | C     | C     |       |       | ●     |       |       |       |
| Salts individuals          |       |       |       |       |       |       |       |       |       | C     | ●     |
| Salts per equips           |       |       |       |       |       | C     | ●     |       |       |       |       |
| Concurs complet individual | C     | C     | ●     |       |       |       |       |       |       |       |       |
| Concurs complet per equips | C     | C     | ●     |       |       |       |       |       |       |       |       |

## Classificació trofeus

### Medaller
| Posició | Delegació     | Or | Argent | Bronze | Total |
| 1       | Alemanya      | 4  | 1      | 0      | 5     |
| 2       | Regne Unit    | 2  | 0      | 3      | 5     |
| 3       | França        | 0  | 1      | 1      | 2     |
| 4       | Austràlia     | 0  | 1      | 0      | 1     |
| 5       | Dinamarca     | 0  | 1      | 0      | 1     |
| 6       | Suïssa        | 0  | 1      | 0      | 1     |
| 7       | Estats Units  | 0  | 1      | 0      | 1     |
| 8       | Japó          | 0  | 0      | 1      | 1     |
| 9       | Països Baixos | 0  | 0      | 1      | 1     |
|         | TOTAL         | 6  | 6      | 6      | 18    |

### Medallistes
| Prova                      | Or | Argent | Bronze |
| Doma individual            | AlemanyaJessica von Bredow-Werndl (TSF Dalera BB) 90,093 pts                                                           | AlemanyaIsabell Werth (Wendy) 89,614 pts                                                                                       | Regne UnitCharlotte Fry (Glamourdale) 88,971 pts                                                                                               |
| Doma per equips            | Alemanya 91,30 ptsFrederic Wandres (Bluetooth Old) · Isabell Werth (Wendy) · Jessica von Bredow-Werndl (TSF Dalera BB) | Dinamarca 103,60 ptsDaniel Bachmann Andersen (Vayron) · Nanna Merrald Rasmussen (Zepter) · Cathrine Laudrup-Dufour (Freestyle) | Regne Unit 115,80 ptsBecky Moody (Jagerbomb) · Carl Hester (Fame) · Charlotte Fry (Glamourdale)                                                |
|                            | | | |
| Concurs complet individual | Alemanya Michael Jung (Chipmunk Frh) 21,80 pts                                                                         | Austràlia Christopher Burton (Shadow Man) 22,40 pts                                                                            | Regne Unit Laura Collett (London 52) 23,10 pts                                                                                                 |
| Concurs complet per equips | Regne Unit 235,790 ptsRosalind Canter (Lordships Graffalo) · Tom McEwen (JD Dublin) · Laura Collett (London 52)        | França 235,669 ptsDaniel Bachmann Andersen (Vayron) · Nanna Skodborg Merrald (Zepter) · Cathrine Dufour (Freestyle)            | Japó 232,492 ptsToshiyuki Tanaka (Jefferson) · Kazuma Tomoto (Vinci de la Vigne) · Yoshiaki Oiwa (Grafton Street) · Ryuzo Kitajima (Cekatinka) |
|                            | | | |
| Salts individual           | AlemanyaChristian Kukuk (Checker 47') 0                                                                                | SuïssaSteve Guerdat (Dynamix de Belheme) 4 (38,38)                                                                             | Països BaixosMaikel van der Vleuten (Beauville Z) 4 (39,12)                                                                                    |
| Salts per equips           | Regne Unit 2 Benjamin Maher (Dallas Vegas Batilly) · Harry Charles (Romeo 88) · Scott Brash (Jefferson)                | Estats Units 4 Laura Kraut (Baloutinue) · Karl Cook (Caracole de la Roque) · McLain Ward (Ilex)                                | França 7 Simon Delestre (I Amelusina) · Olivier Perreau (Dorai D'Aiguilly) · Julien Épaillard (Dubai du Cedre)                                 |